# Skivarps landskommun
Skivarps landskommun var en tidigare kommun i dåvarande Malmöhus län.

## Administrativ historik
Kommunen bildades i Skivarps socken i Vemmenhögs härad i Skåne när 1862 års kommunalförordningar trädde i kraft. 
Vid kommunreformen 1952 uppgick kommunen i Vemmenhögs landskommun som uppgick 1971 i Skurups kommun.

## Politik

### Mandatfördelning i Skivarps landskommun 1938-1946
| 10 | 10 |

| 18 |

| 11 | 9 |

| 19 |

| 9 | 1 | 4 | 4 | 2 |

| 20 |